# Elbasanska pisava
Elbasanska pisava je abecedna pisava, ki je nastala drugi polovici 18. stoletja in so jo uporabljali Albanci, ki so živeli na področju današnje Albanije, ter Kosova in Metohije..
Osnovni dokument povezan z abecedo je Anonimi i Elbasanit (The Anonymous of Elbasan). Dokument je bil napisan v cerkvi sv. Jovana Vladimira v osrednji Albaniji, danes ga hranijo v Državnih arhivih Albanije v Tirani. Na 59 straneh vsebuje biblijsko vsebino napisano v abecedi sestavljeni iz 40 znakov.
Elbasanska abeceda (U+10500–U+1052F) je bila dodana v Unicode standard junija 2014 z verzijo izdaje 7.0.